# Pylle Søndergårdová

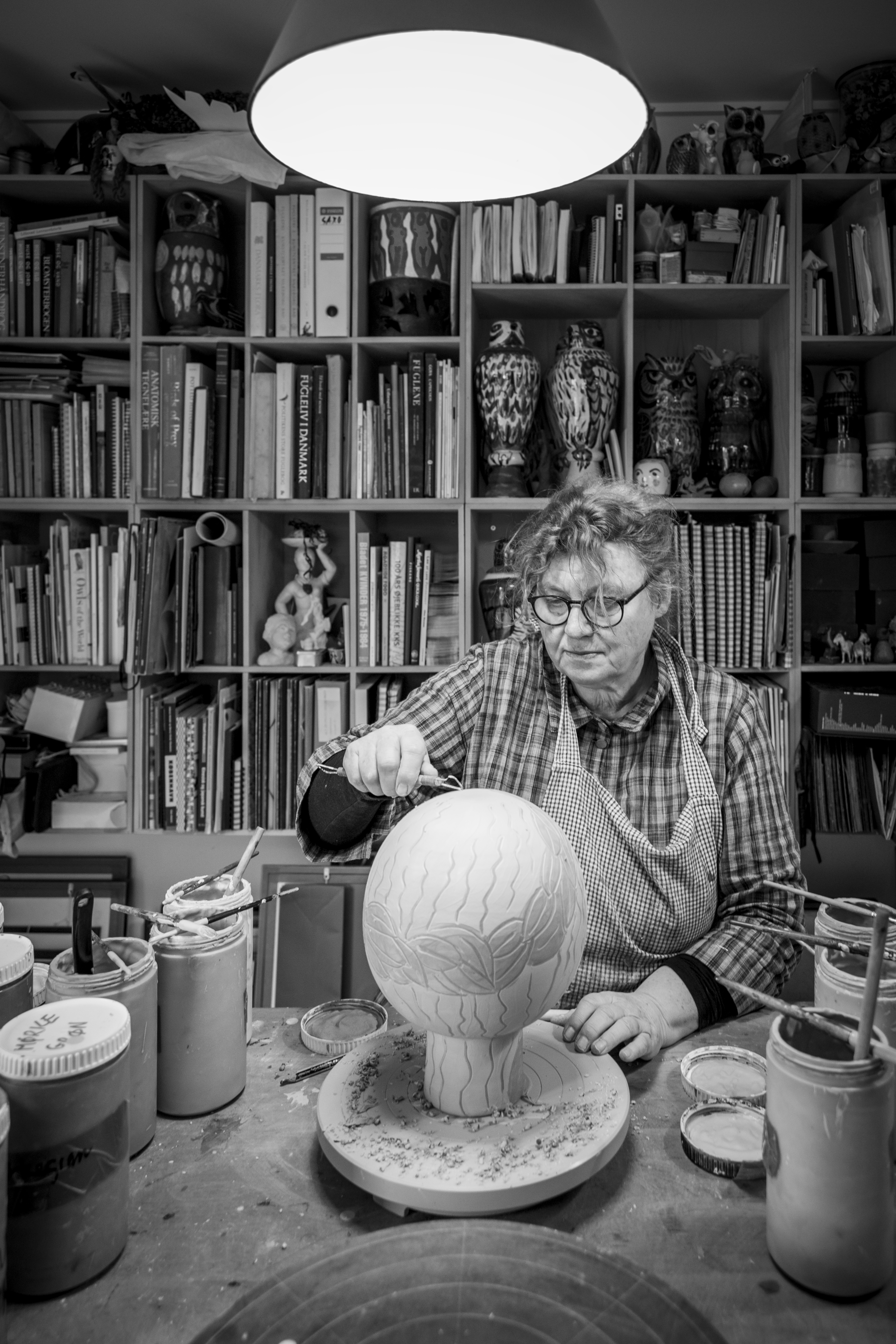
Pylle Søndergårdová pracuje na malbě keramické hlavy

Bente Pylle Søndergårdová (nepřechýleně Pylle Søndergård; * 23. srpna 1952 v Herningu) je dánská malířka, fotografka a keramická umělkyně. Je dcerou malíře Ove Ankera Juula Weinreicha a galeristky Karen Hjorthové. Za fotografa Hanse Henrika Søndergårda se provdala 7. října 1972 v Ringkøbingu..

## Životopis
Pylle Søndergårdová vyrůstala v prostředí umělců, kde její otec i dědeček (malíř Emil Janus Weinreich 1892-1975) pracovali s malbou. Původně byla učednicí u fotografa Erika Christensena a v roce 1972 se stala tovaryškou. Fotografii se věnovala od roku 1975 do roku 1984, od roku 1974 ve fotografickém partnerství se svým manželem Hansem Søndergårdem. Po roce 1984 rozvinula svou práci s obrazy tak, aby zahrnovala také malbu, a hledala studium u malířů Jørgena Teika Hansena a Larse Ly.
V obrazech a grafických dílech je blízký a silný vztah Pylle Søndergårdové k přírodě prožíván prostřednictvím její práce se zjednodušenými postavami v jasných barvách a hrubých konturách. Do kompozic se dostávají vzpomínky z práce s fotografií, které spolu s expresivním výrazem působí bezprostředně vnímatelně a reflektují tehdejší existenciální poměry.

## Dílo
V letech 2006-2009 byla Pylle Søndergårdová členkou výboru pro vizuální umění kodaňského magistrátu.
Pylle Søndergårdová během svého působení jako členka správní rady Ženské umělecké společnosti (Kvindelige Kunstneres Samfund, KKS) v letech 2009–2016 věnovala značné úsilí zviditelnění umělkyň. Jako členka archivní komise KKS vytvořila digitální fotografický archiv, který zahrnuje nafocené archiválie, jako jsou dokumenty a protokoly, a přefocené historické fotografie. Dále iniciovala a zajišťovala výběr obrazového materiálu a rozvržení pro výroční knihu společnosti ke 100. výročí Ženské umělecké společnosti 100 års øjeblikke - Kvindelige Kunstneres Samfund, která byla vydaná v roce 2014. Kniha je antologií článků napsaných historičkami umění, umělkyněmi a výzkumnicemi, které vycházejí z archivu KKS a tímto způsobem dokumentují historii a díla umělkyň od doby před rokem 1916 až po současnost.
V roce 2015 byla Pylle Søndergårdová spolu s galeristkou Susanne Risomovou kurátorkou výstavy Moderne Kvinder - modtagelighed, intuition og mod (Moderní ženy - vnímavost, intuice a odvaha) v Galleriet Hornbæk. Rozsáhlá výstava představovala díla umělkyň od novodobého přelomu kolem roku 1900 až po současnost. Mezi rané umělce patřili Ebba Carstensen, Astrid Holm a Juliana Sveinsdóttir, z nichž všichni měli letní sídla v Horneby a tvořili hornebyskou uměleckou kolonii spolu s místní malířkou Annette Houth. Mezi další umělkyně zastoupené na výstavě patřily Emilie Mundt, Elisabeth Neckelmann, Anne Marie Telmányi, Else Fischer Hansen, Anna Klindt Sørensen, Else Alfelt a Helle Thorborg.

### Studium
- 1969-1972 studium u fotografa Erika Christensena, Ringkøbing
- 1972 Výuční list na Randers Tekniske Skole
- 1984-1985 studium u malíře Jørgena Teika Hansena
- 1986-1988 studium u malíře Larse Ly

### Cestování a pobyty v zahraničí
- 1985-1991 Švédsko

## Výstavy
- 1987-1988 Letní výstava umělců
- 1989-1990 výstava umění Západního Zélandu
- 1989 výstava umění West Funen
- 1991-1992 Podzimní výstava umělců KE
- 1995-1996 Ženský pohled, rovnost, rozvoj a mír, Washington DC, USA
- 1998 Small Pictures Great Harmony, Nagano, Japonsko
- 2011 Fanø Kunstmuseum
- 2012 Galerie Varming, Valby
- 2013 Asociace umělců 18. listopad, grafika
- 2015 Galerie Hornbæk
- 2016 Muzeum Kirsten Kjærs
- 2019 Galerie Parnasse

### Samostatné výstavy
- 1991 Galerie Huset ved Kongens Have (Dům U Královy zahrady)
- 1992 Gammelgaard, Herlev
- 1993 Galerie Sankt Petri, Kodaň
- 2004 Varmegalleriet, Kodaň

## Práce a dekorace ve veřejném vlastnictví
- 1992, Jaro, radnice Herlev
- 1992 Zkušenosti s přírodou, dekorace pro obec Herlev
- 2020 Zámek Havreholm, výzdoba

## Stipendia a ocenění
- Výroční cena výstavy cenzurovaného umění Kunstudstillings Jubilæumspris 1989
- 2013 Stipendium od Anne Marie Telmànyi, fondu na podporu výtvarných umělkyň.
- Cena nadace Gelsted-Kirk-Scherfig za rok 2016
- 2019 malířka, MA, stipendium Evy Andersenové